# Louis Van Hooveld
Louis Van Hooveld, né le 13 mars 1876 à Saint-Josse-ten-Noode et mort le 15 juin 1955 à Etterbeek fut un homme politique belge socialiste.

## Biographie
Louis Van Hooveld fut architecte-géomètre-expert et métallurgiste; administrateur de coopératives.
Il fut élu conseiller communal (1921-1955) et échevin (1933-1955) d'Etterbeek; conseiller provincial de la province de Brabant (1925-50), sénateur (; 1950-1955) de l'arrondissement de Bruxelles.
Il fut résistant et prisonnier politique pendant la Deuxième Guerre mondiale.

### Sources et bibliographie
- Bio sur ODIS